# Uvaria edulis
Uvaria edulis este o specie de plante angiosperme din genul Uvaria, familia Annonaceae, descrisă de N. Robson. Conform Catalogue of Life specia Uvaria edulis nu are subspecii cunoscute.